# Ныроб

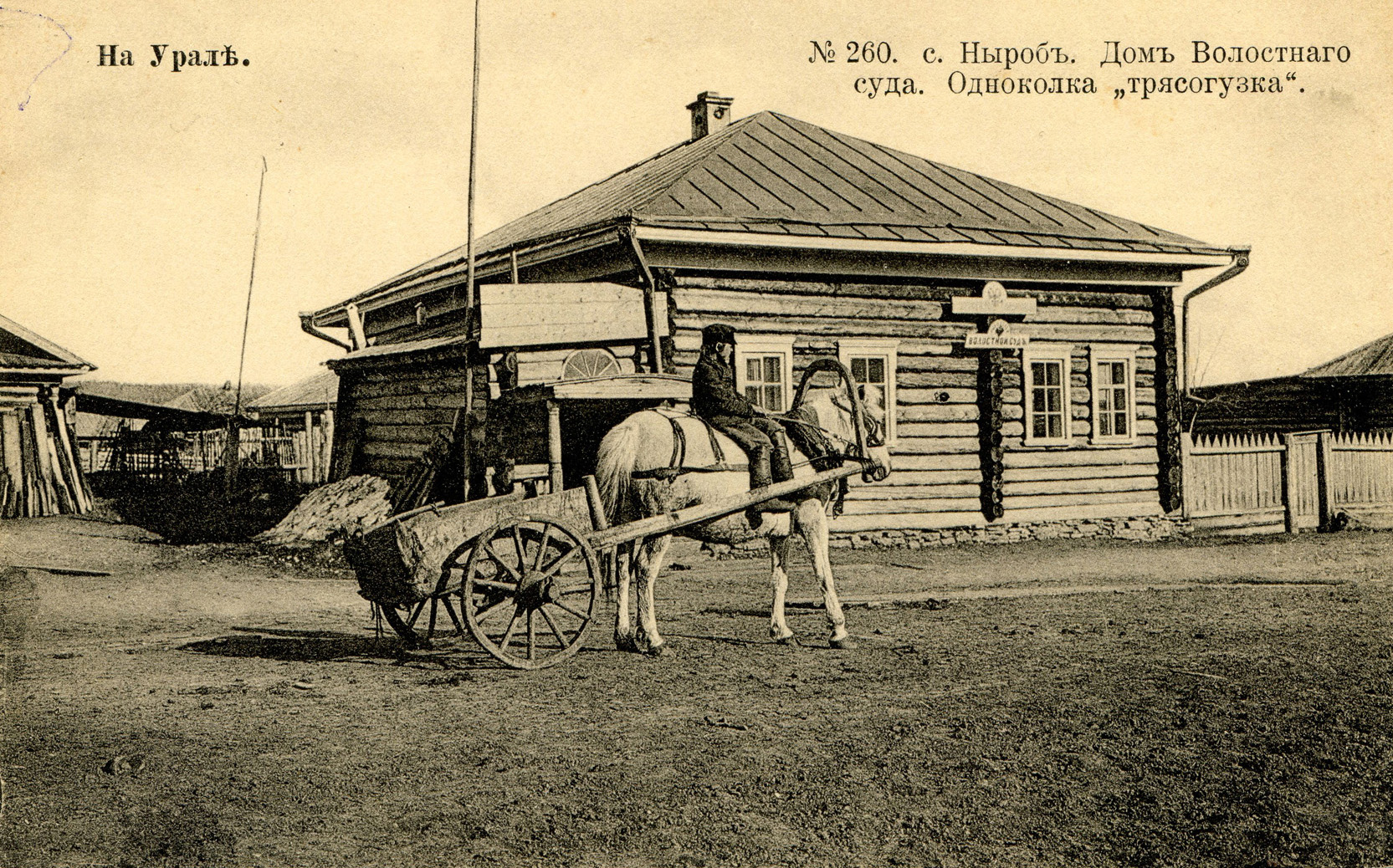
В. Л. Метенков, № 260, Село Ныроб, Дом Волостного суда, Одноколка «трясогузка».

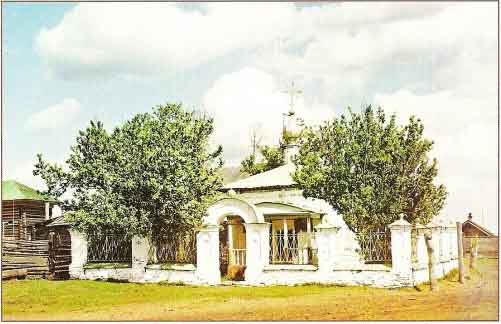
Часовня над ямой боярина М. Н. Романова.

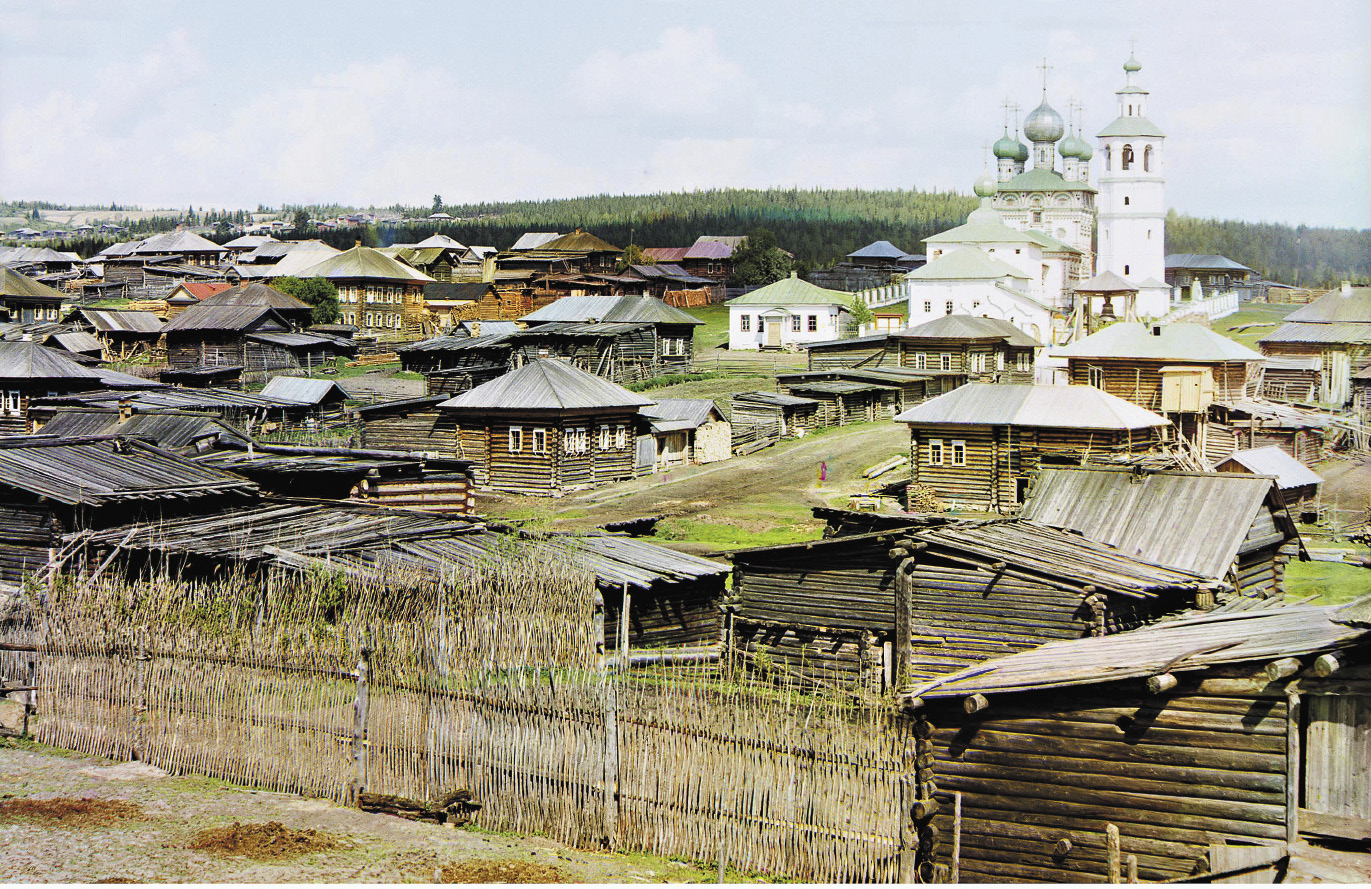
Прокудин-Горский С. М., Вид с юго-запада на среднюю часть села Ныроб. 1910 год.

Ны́роб — посёлок в Чердынском районе на севере Пермского края. Население — ↘3220 чел. (2023).
Упоминается в письменных источниках с 1579 года. Место ссылки и смерти Михаила Никитича Романова — дяди первого русского царя из рода Романовых, Михаила Фёдоровича. Также место ссылки будущего маршала Клима Ворошилова (1913).
Архитектура, памятники: Ныробское селище; здания каменных церквей Никольской (1704) и Богоявленской (1736), странноприимного дома (богадельни, 1913—1915); яма Романова — место  былого заточения боярина М. Н. Романова.
На территории посёлка имеется исправительная колония ФСИН России.  

## География
Посёлок находится на севере Пермского края.
Связан с Чердынью асфальтовой дорогой протяжённостью 41 км.

## История
Первое письменное упоминание о деревне Ныробке относится к 1579 году.
Ныр в коми-пермяцком языке означает «нос», ыб — «поле», то есть «Носово поле», или «поле Носа» (в 1579 году в Ныробе жил Иванко Нос, основатель местной фамилии Носов).
В 1601 году царём Борисом Годуновым сюда был сослан (и в 1602 году здесь умер) Михаил Никитич Романов, дядя будущего царя Михаила Фёдоровича. М.Н. Романов содержался в железных оковах в душной земляной яме. Жители тайком подкармливали узника, но затем несколько человек из них были пойманы и жестоко наказаны приставом Тушиным, которого Годунов после смерти боярина Романова повысил в чине и отправил на воеводство в Верхотурье. Оковы Романова весом в 2 пуда (32 кг) в царствование его племянника Михаила Фёдоровича были перевезены в Москву и долгое время хранились в столице. Впоследствии, в 1621 году, после прихода Романовых к власти, жители Ныроба за то, что помогали ссыльному вопреки воле тюремщиков, были награждены обельной грамотой (освобождены от налогов).
В «Переписной книге Чердынского уезда переписи дьяка Сибирского приказа Алексея Аникеева» 1710 года населённый пункт описан как «погост Ныроб на речке Роднике, а в нём церковь каменная во имя чудотворца Николая, другая церковь деревянная во имя Николая чудотворца».

В 1913 году в Ныробе отбывал ссылку будущий видный политический и военный деятель Советского государства К. Е. Ворошилов (в доме, где он жил, с 1932 года до конца 1950-х гг. существовал мемориальный музей).
В периоды 27 февраля 1924—10 июня 1931 года и 20 октября 1931—4 ноября 1959 года был центром Ныробского района. Место отличалось бездорожьем - в 1944 году сообщалось, что из-за отсутствия транспорта прокурор Ныробского района в течение 6 лет не выезжал в областную прокуратуру.
Со 2 января 1963 года является посёлком городского типа.
Ныроб входил в Перечень исторических городов России (список 2002 года).

## Исторические места и архитектура
В Ныробе сохранился памятник архитектуры — каменная пятиглавая Никольская церковь (закончена в 1704 году). Церковь имеет традиционное построение — по одной оси расположены квадратный в плане куб, трапезная, пятигранная апсида. Фасад отделан фигурным кирпичом с украшениями барочного типа.
К западу от Никольской церкви находится Богоявленская церковь (1736). Наружный вид церкви более сдержан и скромен, стены без украшений, однако, внутреннее убранство было богатым. Внутри церкви была гробница и хранились цепи Романова — главная святыня Ныроба.
В 200 метрах от церкви находится так называемая яма Романова. Над ней стояла сначала деревянная, а затем и каменная часовня Во Имя Архангела Михаила (духовного покровителя Михаила Романова). В полу часовни находилось отверстие для спуска в яму-темницу, где Романов принял мученическую смерть. По случаю 300-летия Дома Романовых вокруг часовни была поставлена железная ограда на каменных столбах. 

В 30-е годы XX века часовня была разобрана, украшения с ограды сбиты, а на месте сквера был устроен парк отдыха. 

В начале XXI века над ямой поставили ажурную металлическую конструкцию, стилизованную под часовню.
До 1917 года помолиться в яме-темнице и припасть к оковам Романова стремились до 6000 паломников в год. В настоящее время оковы выставлены в экспозиции филиала Чердынского краеведческого музея в Ныробе.

## Население
| 1869  | 1875  | 1926  | 1970  | 1979  | 1989  | 2002  | 2006  | 2007  |
| ----- | ----- | ----- | ----- | ----- | ----- | ----- | ----- | ----- |
| 476   | →476  | ↗896  | ↗5911 | ↗5952 | ↘5526 | ↗7500 | →7500 | ↘7300 |
| 2009  | 2010  | 2012  | 2013  | 2014  | 2015  | 2016  | 2017  | 2018  |
| ↘7234 | ↘5523 | ↘5331 | ↘5291 | ↘5224 | ↘5152 | ↘4945 | ↘4914 | ↘4803 |
| 2019  | 2020  | 2021  | 2023  |       |       |       |       |       |
| ↘4737 | ↘4643 | ↘3294 | ↘3220 |       |       |       |       |       |

По итогам переписи 2021 года население Ныроба составило 3294 чел., из них 1993 мужчины и 1301 женщина.

## Известные уроженцы
- Ю. А. Берг — губернатор Оренбургской области (2010—2019)